# Sykiés
Sykiés (grec moderne : Συκιές) est une ancienne municipalité de Grèce. Elle comptait en 2011 37 753 habitants.